# Phumosia optica
Phumosia optica este o specie de muște din genul Phumosia, familia Calliphoridae, descrisă de Zumpt și Bauristhene în anul 1972.
Este endemică în Nigeria. Conform Catalogue of Life specia Phumosia optica nu are subspecii cunoscute.